# Cantón de Besse-sur-Issole
El cantón de Besse-sur-Issole era una división administrativa francesa, que estaba situada en el departamento de Var y la región de Provenza-Alpes-Costa Azul.

## Composición
El cantón estaba formado por cinco comunas:
- Besse-sur-Issole
- Cabasse
- Flassans-sur-Issole
- Gonfaron
- Pignans

## Supresión del cantón de Besse-sur-Issole
En aplicación del Decreto nº 2014-270 de 27 de febrero de 2014, el cantón de Besse-sur-Issole fue suprimido el 22 de marzo de 2015 y sus 5 comunas pasaron a formar parte del nuevo cantón de Le Luc.